# Тюнин, Сергей Петрович
Серге́й Петро́вич Тю́нин (род. 18 января 1942) — российский художник-постановщик мультипликации, художник-мультипликатор, художник-карикатурист, художник-иллюстратор и оформитель книг. Участвовал в организации театральных постановок Студии старого Таллина в качестве сценографа и художника.

## Биография
Сергей Тюнин родился 18 января 1942 года.

В 1969 году окончил Московский текстильный институт по специальности «Художественное оформление и моделирование изделий текстильной и лёгкой промышленности».
С 1968 года публикует свои карикатуры в «Литературной газете».

С 1969 по 1972 год по распределению работал художником-дизайнером во Всесоюзном научно-исследовательском институте технической эстетики (ВНИИТЭ).

С 1976 по 1979 год работал художественным редактором журнала «Смена».

С 1979 года занимается мультипликацией, сотрудничая с творческим объединением «Экран». Также работал ведущим и сценаристом в телепередаче «Выставка Буратино» в 1979 и 1980 годах.

С 1980 года работает в детском юмористическом журнале «Весёлые картинки», заместитель главного редактора.
В эстонском театре «Студия старого Таллина» в качестве сценографа оформил постановку «Дело» Сухово-Кобылина в 1981 и «Ревизор» Н. В. Гоголя в 1987 году.

С 1988 года активно принимал участие в деятельности студии «Союзмультфильм», работал в сфере рисованной мультипликации.

С 1991 года сотрудничал со Студией-13.

В театре кукол имени Сергея Образцова в качестве художника-постановщика оформил спектакль «Глупов-шоу» в 1997 году.

Для издательства «Московский рабочий» оформил и проиллюстрировал «Мёртвые души» Гоголя в 1984 году, «Повести и рассказы» Чехова в 1985 году, «Сочинения Козьмы Пруткова» в 1987 году, «Русские классические комедии» в 1989 году, роман «Мастер и Маргарита» Булгакова в 1990 году.
Лауреат десятков премий отечественных и международных конкурсов карикатуры, в том числе удостоен таких призов, как «Золотой телёнок» (1973 и 2012), «Золотой Эзоп», «Золотой финик», «Золотой Андрей», «Золотой Остап» и других.

Член Союза художников и Союза журналистов Москвы.
Три года, с 2005 по 2008, публиковал колонку политической карикатуры «В стиле Тю» в журнале «Русский Ньюсвик».

С 1992 года работает внештатным карикатуристом в газете «Коммерсантъ».

## Точка зрения
Сергей Тюнин отмечал, что многие писатели не понимают жанр карикатуры:

«Моя практика и жизненный опыт доказывает, что хуже всего карикатуры понимают литераторы, потому что они чувствуют слово, они привыкли к слову, если там остроумная подпись они поймут, но визуально они, как правило, не секут... а вот как раз физики, математики привыкли к диаграммам и могут смеяться над какой-нибудь параболой».— Художник Сергей Тюнин на канале «Культура».
В той же передаче с точкой зрения Тюнина полностью согласился Андрей Бильжо.

## Фильмография
- 1979 Олимпийский характер
- 1980 Спортивная гимнастика
- 1980 Тяжёлая атлетика
- 1980 Парусный спорт
- 1983 Аттракцион
- 1988 Зелёный брат
- 1988 Игра
- 1988 Каскадёр
- 1988 Машина времени
- 1988 Охотники на привале
- 1988 Похищение
- 1989 Сказка о старом эхо
- 1989 Микко — сын Павловой
- 1989 Надводная часть айсберга
- 1989 Озеро на дне моря
- 1989 Секретная океанская помойка
- 1989 Счастливый старт
- 1990 Приключения медвежонка Садко
- 1991 Подводные береты
- 1992 Жираф-шериф
- 1992 Непобедимые тойстеры (Затерянные в Тойберии)
- 1993 Весёлая карусель № 25 Ответ
- 1994 Новые русские